# アジアタッグ王座
アジアタッグ王座（アジアタッグおうざ）は、かつて日本プロレスが創設した王座。管理権が全日本プロレスに移行後、PWFの認定となった。正式名称はオールアジアタッグ王座。本項では1976年に新日本プロレスが創設した新日本版王座についても記載している。

## 歴史

### 日本プロレス版

#### 日本プロレス時代
1955年11月に日本プロレスがアジアのシングル・タッグ両王者を決定するためのアジア選手権を開催し、そのタッグ部門で優勝したキングコング&タイガー・ジョキンダーをアジアタッグ王者として認定したのが始まりである。力道山&豊登が3代目の王者になって以来、日本プロレスの看板タッグタイトルとして幾多の名勝負が繰り広げられた。
日本プロレスがジャイアント馬場をエースとする時代に入り、インターナショナル・タッグ王座が日本に持ち込まれると二番手に降格された。とはいえ、当時の挑戦者チームには、ドリー・ファンク・ジュニア&ハーリー・レイス、アブドーラ・ザ・ブッチャー&カリプス・ハリケーン、クリス・マルコフ&ブル・ラモス、ジン・キニスキー&キラー・カール・コックスなどの強力チームも名を連ねている。ジ・アサシンズ（トム・レネスト&ジョディ・ハミルトン）、ブロンド・ボンバーズ（リップ・ホーク&スウェード・ハンセン）、ミネソタ・レッキング・クルー（ジン・アンダーソン&オレイ・アンダーソン）、ジョニー・バレンド&マグニフィセント・モーリスの伊達男コンビ、ネルソン・ロイヤル&ポール・ジョーンズの牧童コンビ、ブラック・ゴールドマン&エル・ゴリアスの泥棒コンビ、アル・コステロ&ドン・ケントの2代目ファビュラス・カンガルーズなど、当時のアメリカン・プロレス界を代表する「タッグ屋」の挑戦も受けた。
当初、プロレス界でタッグ王者に授与されるのはトロフィーだったが、アジアタッグは1966年12月３日に第18代王者の吉村道明&大木金太郎からは、二頭の麒麟がデザインされたベルトとなった。
日本プロレス崩壊後は他のタイトルとともに全日本プロレスに受け継がれたが、全日本側は崩壊当時の王者チームであるグレート小鹿&松岡巌鉄組に防衛戦をさせる気がなく、一時的に王座は休眠状態となる。

#### 全日本プロレス時代
1976年に新日本プロレスがアジアヘビー級王座・アジアタッグ王座の創設を表明（後述）すると、全日本は対抗策として日本プロレス時代のアジアヘビー級王座とアジアタッグ王座の復活を計画し、同団体崩壊時の社長だった芳の里がNWAに申請する形で復活の許諾を得る。
この時の復活王者はグレート小鹿&大熊元司の極道コンビで、これ以降、若手選手と中堅選手によるタイトルという性格となり、現在では主力選手への登龍門と化している。もうひとつのタッグ王座である世界タッグ王座と比較すると軽視されがちであるが（1980年代にはアジアタッグ王者が世界最強タッグ決定リーグ戦に出場できないことも珍しくなかった）、60年以上の歴史を持つ、日本最古のベルトである。
2019年8月15日、旧来のベルトの老朽化に伴い、チャンピオンベルトを新調。第108代王者のジェイク・リー&岩本煌史組が、8月24日の美幌町で行われた選手権試合より使用している。

## 歴代王者
| 歴代    | 王者                     | 王者                           | 戴冠回数 | 防衛回数 | 日付           | 場所                           |
| ------- | ------------------------ | ------------------------------ | -------- | -------- | -------------- | ------------------------------ |
| 初代    | キングコング             | タイガー・ジョキンダー         | 1        | 0        | 1955年11月16日 | 蔵前国技館                     |
| 第2代   | フランク・バロア         | ダン・ミラー                   | 1        | 0        | 1960年6月2日   | 大阪府立体育館                 |
| 第3代   | 力道山                   | 豊登                           | 1        | 12       | 1960年6月7日   | 名古屋市金山体育館             |
| 第4代   | ルター・レンジ           | リッキー・ワルドー             | 1        | 0        | 1962年2月3日   | 日大講堂                       |
| 第5代   | 力道山                   | 豊登                           | 2        | 0        | 1960年2月15日  | 日大講堂                       |
| 第6代   | バディ・オースチン       | マイク・シャープ               | 1        | 1        | 1960年6月4日   | 大阪府立体育館                 |
| 第7代   | 力道山                   | 豊登                           | 3        | 2        | 1960年7月1日   | 豊中市大門公園                 |
| 第8代   | 力道山                   | 豊登                           | 4        | 6        | 1963年5月6日   | 札幌中島スポーツセンター       |
| 第9代   | 豊登                     | 吉村道明                       | 1        | 1        | 1964年2月20日  | 名古屋市金山体育館             |
| 第10代  | ジン・キニスキー         | カリプス・ハリケーン           | 1        | 0        | 1964年5月14日  | 横浜文化体育館                 |
| 第11代  | 豊登                     | ジャイアント馬場               | 1        | 7        | 1964年5月29日  | 札幌中島スポーツセンター       |
| 第12代  | ザ・デストロイヤー       | ビリー・レッド・ライオン       | 1        | 1        | 1965年6月3日   | 札幌中島スポーツセンター       |
| 第13代  | 豊登                     | ジャイアント馬場               | 2        | 3        | 1965年7月15日  | 駿府会館                       |
| 第14代  | キラー・カール・コックス | ジョー・カロロ                 | 1        | 0        | 1966年5月23日  | 宮城県スポーツセンター         |
| 第15代  | 吉村道明                 | ヒロ・マツダ                   | 1        | 1        | 1966年5月26日  | 札幌中島スポーツセンター       |
| 第16代  | キラー・カール・コックス | エディ・グラハム               | 1        | 1        | 1966年6月27日  | 名古屋市金山体育館             |
| 第17代  | 吉村道明                 | ジャイアント馬場               | 1        | 4        | 1966年7月1日   | 広島県立総合体育館             |
| 第18代  | 吉村道明                 | 大木金太郎                     | 1        | 4        | 1966年12月3日  | 日本武道館                     |
| 第19代  | 吉村道明                 | アントニオ猪木                 | 1        | 3        | 1967年5月26日  | 札幌中島スポーツセンター       |
| 第20代  | 吉村道明                 | 大木金太郎                     | 2        | 0        | 1968年1月6日   | 大阪府立体育館                 |
| 第21代  | スカル・マーフィー       | クロンダイク・ビル             | 1        | 0        | 1968年7月8日   | 東京スタジアム                 |
| 第22代  | 吉村道明                 | 大木金太郎                     | 3        | 4        | 1968年7月30日  | 札幌中島スポーツセンター       |
| 第23代  | 大木金太郎               | アントニオ猪木                 | 1        | 2        | 1969年2月3日   | 札幌中島体育センター           |
| 第24代  | 吉村道明                 | アントニオ猪木                 | 2        | 3        | 1969年8月9日   | 愛知県体育館                   |
| 第25代  | 吉村道明                 | アントニオ猪木                 | 3        | 15       | 1969年10月30日 | 岐阜市民センター               |
| 第26代  | 吉村道明                 | 坂口征二                       | 1        | 9        | 1971年12月12日 | 東京都体育館                   |
| 第27代  | グレート小鹿             | 松岡巌鉄                       | 1        | 1        | 1973年3月3日   | 近大記念会館                   |
| 第28代  | グレート小鹿             | 大熊元司                       | 1        | 3        | 1976年3月26日  | ソウル特別市文化体育館         |
| 第29代  | ジェリー・オーツ         | テッド・オーツ                 | 1        | 0        | 1976年10月2日  | 後楽園ホール                   |
| 第30代  | 高千穂明久               | サムソン・クツワダ             | 1        | 2        | 1976年10月21日 | 福島県営体育館                 |
| 第31代  | グレート小鹿             | 大熊元司                       | 2        | 2        | 1977年6月16日  | 後楽園ホール                   |
| 第32代  | マイティ井上             | アニマル浜口                   | 1        | 4        | 1977年11月6日  | 後楽園ホール                   |
| 第33代  | グレート小鹿             | 大熊元司                       | 3        | 0        | 1978年2月22日  | 岐阜市民センター               |
| 第34代  | グレート小鹿             | 大熊元司                       | 4        | 6        | 1979年5月31日  | 能代市体育館                   |
| 第35代  | ケビン・フォン・エリック | デビッド・フォン・エリック     | 1        | 0        | 1981年5月23日  | 後楽園ホール                   |
| 第36代  | 佐藤昭雄                 | 石川敬士                       | 1        | 5        | 1981年6月11日  | 後楽園ホール                   |
| 第37代  | マイティ井上             | 阿修羅・原                     | 1        | 7        | 1983年2月23日  | 大阪府立臨海スポーツセンター   |
| 第38代  | 阿修羅・原               | 石川敬士                       | 1        | 2        | 1984年2月16日  | 長崎国際体育館                 |
| 第39代  | 佐藤昭雄                 | 石川敬士                       | 1        | 0        | 1985年4月15日  | 長崎国際体育館                 |
| 第40代  | アニマル浜口             | 寺西勇                         | 1        | 0        | 1985年7月18日  | 後楽園ホール                   |
| 第41代  | 寺西勇                   | 保永昇男                       | 1        | 1        | 1985年7月18日  | 後楽園ホール                   |
| 第42代  | マイティ井上             | 石川敬士                       | 1        | 2        | 1985年10月31日 | 鶴岡市体育館                   |
| 第43代  | 阿修羅・原               | スーパー・ストロング・マシーン | 1        | 0        | 1986年10月30日 | 青森県営体育館                 |
| 第44代  | マイティ井上             | 石川敬士                       | 2        | 3        | 1987年7月30日  | 東村山市民スポーツセンター     |
| 第45代  | サムソン冬木             | 川田利明                       | 1        | 2        | 1988年3月9日   | 横浜文化体育館                 |
| 第46代  | 仲野信市                 | 高野俊二                       | 1        | 0        | 1988年9月9日   | 千葉公園体育館                 |
| 第47代  | サムソン冬木             | 川田利明                       | 2        | 3        | 1988年9月15日  | 後楽園ホール                   |
| 第48代  | ダグ・ファーナス         | ダニー・クロファット           | 1        | 2        | 1989年6月5日   | 日本武道館                     |
| 第49代  | サムソン冬木             | 川田利明                       | 3        | 1        | 1989年10月20日 | 愛知県体育館                   |
| 第50代  | ダグ・ファーナス         | ダニー・クロファット           | 2        | 1        | 1990年3月2日   | 露橋スポーツセンター           |
| 第51代  | タイガーマスク（2代目）  | 小橋健太                       | 1        | 3        | 1990年4月9日   | 岡山武道館                     |
| 第52代  | 仲野信市                 | 田上明                         | 1        | 0        | 1990年6月5日   | 千葉公園体育館                 |
| 第53代  | 小橋健太                 | ジョニー・エース               | 1        | 2        | 1990年9月7日   | 福井市体育館                   |
| 第54代  | ダイナマイト・キッド     | ジョニー・スミス               | 1        | 0        | 1991年4月6日   | 大阪府立体育会館               |
| 第55代  | ダグ・ファーナス         | ダニー・クロファット           | 3        | 2        | 1991年4月20日  | 後楽園ホール                   |
| 第56代  | 小橋健太                 | ジョニー・エース               | 2        | 3        | 1991年7月8日   | 大阪府立体育会館               |
| 第57代  | ジョー・ディートン       | ビリー・ブラック               | 1        | 0        | 1991年7月18日  | 後楽園ホール                   |
| 第58代  | ダグ・ファーナス         | ダニー・クロファット           | 4        | 4        | 1991年7月26日  | 松戸市運動公園体育館           |
| 第59代  | 小橋健太                 | 菊地毅                         | 1        | 3        | 1992年5月25日  | 宮城県スポーツセンター         |
| 第60代  | パトリオット             | ジ・イーグル                   | 1        | 0        | 1993年6月2日   | 小山ゆうえんちスケートセンター |
| 第61代  | ダグ・ファーナス         | ダニー・クロファット           | 5        | 4        | 1993年9月9日   | 大宮市民体育館                 |
| 第62代  | 秋山準                   | 大森隆男                       | 1        | 12       | 1995年1月29日  | 後楽園ホール                   |
| 第63代  | ウルフ・ホークフィールド | ジョニー・スミス               | 1        | 3        | 1998年1月9日   | 鹿児島県立体育館               |
| 第64代  | 本田多聞                 | 泉田純                         | 1        | 1        | 1998年10月6日  | 新潟市体育館                   |
| 第65代  | ハヤブサ                 | 新崎人生                       | 1        | 1        | 1999年2月13日  | 後楽園ホール                   |
| 第66代  | 大森隆男                 | 高山善廣                       | 1        | 0        | 1999年6月4日   | 札幌中島スポーツセンター       |
| 第67代  | 三沢光晴                 | 小川良成                       | 1        | 0        | 1999年8月25日  | 広島市東区スポーツセンター     |
| 第68代  | 本田多聞                 | 井上雅央                       | 1        | 3        | 1999年10月25日 | 長岡市厚生会館                 |
| 第69代  | 垣原賢人                 | 長井満也                       | 1        | 0        | 2001年6月8日   | 日本武道館                     |
| 第70代  | 嵐                       | 北原光騎                       | 1        | 2        | 2001年9月8日   | 日本武道館                     |
| 第71代  | 嵐                       | 荒谷信孝                       | 1        | 3        | 2002年4月13日  | 日本武道館                     |
| 第72代  | 佐藤耕平                 | 横井宏考                       | 1        | 3        | 2003年7月29日  | 日本武道館                     |
| 第73代  | 金村キンタロー           | 黒田哲広                       | 1        | 0        | 2003年10月10日 | 後楽園ホール                   |
| 第74代  | ミスター雁之助           | 黒田哲広                       | 1        | 0        | 2003年12月25日 | 後楽園ホール                   |
| 第75代  | グレート・コスケ         | 獅龍                           | 1        | 4        | 2004年1月2日   | 後楽園ホール                   |
| 第76代  | 天龍源一郎               | 渕正信                         | 1        | 3        | 2004年5月22日  | 後楽園ホール                   |
| 第77代  | 長井満也                 | 成瀬昌由                       | 1        | 2        | 2004年11月3日  | 両国国技館                     |
| 第78代  | ブキャナン               | リコ                           | 1        | 0        | 2005年2月2日   | 後楽園ホール                   |
| 第79代  | 近藤修司                 | "brother"YASSHI                | 1        | 1        | 2005年6月19日  | 後楽園ホール                   |
| 第80代  | 佐々木健介               | 中嶋勝彦                       | 1        | 4        | 2005年7月20日  | 国立代々木競技場第二体育館     |
| 第81代  | 鈴木みのる               | NOSAWA論外                     | 1        | 2        | 2009年1月3日   | 後楽園ホール                   |
| 第82代  | 曙                       | 浜亮太                         | 1        | 3        | 2009年9月23日  | 後楽園ホール                   |
| 第83代  | TARU                     | ビッグ・ダディ・ブードゥー     | 1        | 1        | 2010年4月29日  | 後楽園ホール                   |
| 第84代  | 真田聖也                 | 征矢学                         | 1        | 2        | 2010年8月29日  | 両国国技館                     |
| 第85代  | 関本大介                 | 岡林裕二                       | 1        | 2        | 2011年3月21日  | 両国国技館                     |
| 第86代  | 真田聖也                 | 征矢学                         | 2        | 1        | 2011年6月19日  | 両国国技館                     |
| 第87代  | 関本大介                 | 岡林裕二                       | 2        | 6        | 2011年10月23日 | 両国国技館                     |
| 第88代  | 曙                       | 浜亮太                         | 2        | 1        | 2012年7月1日   | 両国国技館                     |
| 第89代  | 金本浩二                 | 田中稔                         | 1        | 2        | 2012年10月21日 | 名古屋国際会議場イベントホール |
| 第90代  | 大和ヒロシ               | 佐藤光留                       | 1        | 0        | 2013年1月26日  | 大田区総合体育館               |
| 第91代  | 田中稔                   | 金本浩二                       | 2        | 1        | 2013年2月10日  | 博多スターレーン               |
| 第92代  | 鈴木鼓太郎               | 青木篤志                       | 1        | 4        | 2013年4月25日  | 名古屋国際会議場イベントホール |
| 第93代  | 秋山準                   | 金丸義信                       | 1        | 3        | 2014年1月26日  | 神戸サンボーホール             |
| 第94代  | 入江茂弘                 | 石井慧介                       | 1        | 4        | 2014年4月29日  | 後楽園ホール                   |
| 第95代  | 鈴木鼓太郎               | 宮原健斗                       | 1        | 1        | 2014年8月16日  | 後楽園ホール                   |
| 第96代  | 長井満也                 | 南野タケシ                     | 1        | 1        | 2015年1月3日   | 後楽園ホール                   |
| 第97代  | ウルティモ・ドラゴン     | 金丸義信                       | 1        | 0        | 2015年3月22日  | 博多スターレーン               |
| 第98代  | 木高イサミ               | 宮本裕向                       | 1        | 7        | 2015年11月15日 | 八王子市総合体育館             |
| 第99代  | 青木篤志                 | 佐藤光留                       | 1        | 4        | 2016年7月24日  | 両国国技館                     |
| 第100代 | 大仁田厚                 | 渕正信                         | 1        | 1        | 2016年11月27日 | 両国国技館                     |
| 第101代 | 青木篤志                 | 佐藤光留                       | 2        | 2        | 2017年6月20日  | 帯広市総合体育館               |
| 第102代 | ブラック・タイガーVII    | TAKAみちのく                   | 1        | 0        | 2017年8月27日  | 両国国技館                     |
| 第103代 | 野村直矢                 | 青柳優馬                       | 1        | 4        | 2017年9月30日  | グリーンドーム前橋             |
| 第104代 | 秋山準                   | 永田裕志                       | 1        | 2        | 2018年2月3日   | 横浜文化体育館                 |
| 第105代 | 野村直矢                 | 青柳優馬                       | 2        | 3        | 2018年7月29日  | 大阪府立体育会館               |
| 第106代 | ジェイク・リー           | 岩本煌史                       | 1        | 0        | 2019年3月21日  | 名古屋国際会議場イベントホール |
| 第107代 | 河上隆一                 | 菊田一美                       | 1        | 1        | 2019年5月5日   | 横浜文化体育館                 |
| 第108代 | ジェイク・リー           | 岩本煌史                       | 2        | 4        | 2019年6月18日  | 後楽園ホール                   |
| 第109代 | 木高イサミ               | 宮本裕向                       | 2        | 3        | 2020年3月23日  | 後楽園ホール                   |
| 第110代 | ゼウス                   | イザナギ                       | 1        | 6        | 2020年8月15日  | 後楽園ホール                   |
| 第111代 | T-Hawk                   | エル・リンダマン               | 1        | 2        | 2021年9月7日   | 後楽園ホール                   |
| 第112代 | 大森北斗                 | 児玉裕輔                       | 1        | 6        | 2022年1月2日   | 後楽園ホール                   |
| 第113代 | 稔                       | 歳三                           | 1        | 2        | 2022年7月14日  | 後楽園ホール                   |
| 第114代 | 佐藤光留                 | 田村男児                       | 1        | 1        | 2022年9月18日  | 日本武道館                     |
| 第115代 | ヨシタツ                 | TAJIRI                         | 1        | 1        | 2022年10月30日 | 新木場1stRING                  |
| 第116代 | 児玉裕輔                 | 花畑正男                       | 1        | 0        | 2022年11月27日 | 湘南藤沢市場                   |
| 第117代 | 大森隆男                 | 井上雅央                       | 1        | 0        | 2022年12月7日  | 後楽園ホール                   |
| 第118代 | NOSAWA論外               | ケンドー・カシン               | 1        | 0        | 2023年1月3日   | 後楽園ホール                   |
| 第119代 | 大仁田厚                 | ヨシタツ                       | 1        | 5        | 2023年2月4日   | 八王子市総合体育館サブアリーナ |
| 第120代 | 秋山準                   | 鈴木鼓太郎                     | 1        | 1        | 2023年9月18日  | 名古屋国際会議場イベントホール |
| 第121代 | 坂口征夫                 | 岡谷英樹                       | 1        | 1        | 2023年11月3日  | 新宿FACE                       |
| 第122代 | 大仁田厚                 | 小嶋斗偉                       | 1        | 0        | 2024年1月14日  | 鶴見青果市場                   |
| 第123代 | 佐藤光留                 | 田村男児                       | 2        | 1        | 2024年3月30日  | 大田区総合体育館               |
| 第124代 | 吉岡世起                 | MUSASHI                        | 1        | 4        | 2024年6月24日  | 後楽園ホール                   |
| 第125代 | 安齊勇馬                 | ライジングHAYATO               | 1        | 6        | 2024年10月13日 | キラメッセぬまづ               |
| 第126代 | 青柳優馬                 | 青柳亮生                       | 1        |          | 2025年6月15日  | KBSホール                      |

### 新日本プロレス版
1976年2月、新日本プロレスが「アジア王者がいないのはおかしい」との理由で独自にアジアヘビー級王座とアジアタッグ王座の新設を発表。王座決定リーグ戦を経て、初代アジアタッグ王者チームに坂口征二&ストロング小林を認定。その後、タイガー・ジェット・シン&上田馬之助にタイトルは移動したが、定着することのないまま短期間で休眠状態になった。なお、アントニオ猪木は初代アジアヘビー級王者を決めるアジアリーグ戦の参加を辞退して、シンを相手にNWFヘビー級選手権試合を行なっている。

## 新日本プロレス版歴代王者
| 歴代  | 王者                     | 王者           | 防衛回数 | 日付          | 場所                   |
| ----- | ------------------------ | -------------- | -------- | ------------- | ---------------------- |
| 初代  | 坂口征二                 | ストロング小林 | 0        | 1976年8月4日  | 宮城県スポーツセンター |
| 第2代 | タイガー・ジェット・シン | 上田馬之助     | 0        | 1977年7月15日 | 札幌中島体育センター   |

## 備考
- アジア選手権のシングル王者が認定されたアジアヘビー級王座も同様に力道山によって設立されて日本プロレスから全日本プロレスに受け継がれた。1977年に王者である大木金太郎がジャイアント馬場とのタイトルマッチに敗れた際に新王者の馬場が王座の封印を宣言。1981年に大木が所持していたインターナショナル・ヘビー級王座を返上する代替としてアジアヘビー級王座の返還を受けて、そのベルトを所持したまま大木が引退したため、長い間タイトルがうやむやな状態になっていた。2018年1月に韓国で王座決定トーナメントが開催されて優勝した崔領二が新王者に認定されている[† 33]。
- 馬場が挑戦した最後の王座が1989年3月27日に小橋健太とタッグを組み、川田利明&サムソン冬木組に挑戦したアジアタッグ王座だった。なお、馬場が初めて獲得した王座も1964年5月29日に豊登とタッグを組み、ジン・キニスキー&カリプス・ハリケーン組に挑戦して獲得したのがアジアタッグ王座である。